# Фрідріх Зертюрнер
Фрідріх Вільям Адам Зертюрнер (нім. Friedrich Wilhelm Adam Sertürner; 19 червня 1783, Падерборн, Детмольд, Північний Рейн-Вестфалія, Німеччина — 20 лютого 1841, Гамельн, Нижня Саксонія, Німеччина) — німецький фармацевт, піонер хімії алкалоїдів. Найвідоміший завдяки відкриттю морфіну в 1804 році.

## Походження
Зертюрнер народився в 1783 році в місті Нойгауз в сім'ї землеміра і архітектора Йосифа Сімона Зертюрнера та Марії Терезії Брокман, яка працювала на службі у князя-єпископа. Його батько помер коли йому було 15 років, залишивши сім'ю без грошей, тому Зертюрнер мусив відмовитися від наміру йти слідами свого батька.

## Життя
В 1799 році він почав навчання в Падерборні у власника аптеки та фармацевта — Франца Антона Крамера. 
Вже 1805 році, працюючи помічником фармацевта в Падерборні, йому вдалося виділити морфій із наркотичного опію, а саме з висушеного молочного соку опійного маку. Найдений алкалоїд він назвав на честь бога сновидінь Морфея, оскільки дія препарату призводила до сонливоті. В наступні роки Зертюрнер проводив випробування препарату на собаках та мишах. Результати цих досліджень у 1806 році були вперше опубліковані у Journal der Pharmacie Йоганом Бартоломеусом Троммсдорфом. Однак відкриття не привернуло особливої уваги, і лише друга публікація (1817 р.) у відомішому виданні «Annalen der Physik» відкриття Сертюрнера отримало загальне визнання. В тому ж році Жозеф Луї Гей-Люссак домовився про переклад статті французькою мовою, оскільки Франція в ті роки була провідною країною в хімії. Фрідріх Зертюрнер також проводив досліди з морфієм над собою та своїми друзями. Під час одного з таких експериментів прийнята ними доза морфію була наскільки великою, що ледь не вартувала Сертюрнеру життя. Варто вказати, що, окрім морфію, він також першим виділив з опійного маку меконову кислоту. 
Після успіхів у Франції Зертюрнер знайшов визнання і в Німеччині. За своє відкриття він отримав звання доктора в Єні. Також, він ввійшов до складу багатьох наукових товариств, а в 1841 році став почесним членом Асоціації фармацевтів північної Німеччини (нім. Norddeutschen Apothekervereins).
Відкриття морфію змінило уявлення того часу про виділення рослинних алкалоїдів, оскільки раніше вважали, що витяжки із рослин доступні лише у вигляді кислот. Проте морфій став першим представником нового класу алкалоїдів — лужних рослинних активних речовин. Саме таку назву цим речовинам у 1819 році дав фармацевт з Галле Карл Фрідріх Вільгельм Майснер. Варто зазначити, що до Зертюрнера хіміки вже досліджували активні інгредієнти опію. Серед них були Антуан Баме, Шарль Дероне та ін.
Публікація першого опису морфію була суперечливою. Бернар Куртуа досяг успіху в ізоляції ще в 1804 році в лабораторії Армана Сегена. Відразу після цього він покинув Політехнічну школу й перейшов у промисловість. Сеген представив результати в 1804 р., але опублікував їх лише в 1814 році. Через цю публікацію Луї-Нікола Воклен претендував на пріоритет відкриття Сегена в 1816 році, про якого Куруа не згадував у своїй доповіді. Суперечка про пріоритет, яка велася щодо відкриття морфію у Франції, була вирішена академією наук на користь Зертюрнера, яка присудила йому престижну нагороду Монтьон в 1831 році. Використання морфію як лікарського засобу, особливо як знеболюючого, розпочалося у 1820 р. У Франції та Німеччині — Франсуа Магенді опублікував статтю про медичні ефекти в 1818 р. Пероральне введення препарату не було оптимальним через його гіркий смак, що викликав нудоту, і більшого успіху у якості знеболюючого засобу було досягнуто лише після введення препарату у вигляді ін'єкції. 
У 1821 році Зертюрнер отримав аптеку «Rats-Apotheke» в Гамельні, як наступник Йоганна Фрідріха Веструмба і працював до своєї смерті в 1841 році. Він залишався науково активним, публікував книги з хімії та популяризував заснований ним науковий журнал. Сертюрнер також розробив теорію холери, яка, однак, залишилася непоміченою за його життя. Сертюрнер помер від ускладнень від подагричної хвороби, яку також полегшив морфієм. Після його смерті його перевели з Гамельна в Айнбек і поховали у каплиці Варфоломяуса в Альтендорфері.

## Сім'я
В 1821 році Зертюрнер одружився з Елеонорою фон Роттенберг, дочкою підполковника Леопольда Крістофа фон Реттберга. У подружжя було 4 доньки на 3 сина. Їхня дочка Іда вийшла заміж за Вільгельма Беста (1799–1886) у 1852 р., сина генерала Карла Конрада Беста. Його син Карл Франц (1821–1904) був старшим суддею в Ганновері, а Віктор (1834–1887) став  фармацевтом і наступником батька. Він заснував першу хімічну фабрику в Гамельні в 1873 р..

## Пам'ять
Найбільше згадок про Фрідріха Зертюрнера є в місті Айнбек, де його пам'яті присвячений один із міських музеїв та названо на його честь вулицю. Іменем Зертюрнера названа міська лікарня в Айнбеку. На його честь була названа вулиця Зертюрнерштрассе (нім. Sertürnerstraße) в Гамельні, а також його ім'я носять вулиці у ще декількох містах Німеччини, наприклад, Мюнстер, де вулиця знаходиться недалеко від кампусу університетської лікарні.